# 藤ちょこ
藤ちょこ（ふじちょこ、1990年9月30日 - ）は、日本の女性イラストレーター、漫画家。

## 人物
- 千葉県出身[1]、東京都在住[2]。
- 多摩美術大学油画科出身[3][4]。
- 中高生時代より活動を開始[5]。独特の色彩感覚とパース構図が特徴的な作風である。
- かつては「COMIC ART CGillust4+」というソフトを使っており、「これ以外のソフトを使ったことがないので他のソフトを使いこなす自信が無い」と述べている[6]。現在、メインで使っているのはopenCanvasとCLIP STUDIO PAINT、仕上げにAdobe Photoshopを使っている[7][8][9]。主に使用しているペンタブレットはワコムのIntuos4とCintiq24HDを併用している[10]。
- 大学在学中だった2012年に中野ブロードウェイ内の「pixiv Zingaro」で初個展「藤色 Fuji Shiki 2012 ―画に虹を宿らせて。―」が開催された[11]。
- 2018年3月廃校した日本美術専門学校の特別講義講師を務めていた[12]
- 2021年3月6日、Twitterで入籍を報告[13]。

## 書籍

### 漫画
- R.O.D REHABILITATION（原作：倉田英之、集英社、2013年4月25日、全1巻、ISBN 978-4-08-782518-3）

### 画集
- 極彩少女世界（ビー・エヌ・エヌ新社、2015年2月10日、ISBN 978-4-86100-969-3）
- 藤ちょこ画集 彩幻境（玄光社、2019年4月4日、ISBN 978-4-76831315-2[14]）

### その他
- Let's Make ★ Character CGイラストテクニック vol.7（ビー・エヌ・エヌ新社、2014年3月12日、ISBN 978-4-86100-907-5）
- 美ちょうちょ図鑑（ホビージャパン、2016年10月31日、ISBN 978-4-79861-303-1）
- 名建築の空想イラスト図鑑（エクスナレッジ、2017年3月30日、ISBN 978-4-76782-298-3）
- 美しい情景イラストレーションファンタジー編　幻想的な風景を描くクリエイターズファイル（パイ インターナショナル、2017年9月12日、ISBN 978-4-7562-4956-2）
- 東洋ファンタジー風景の描き方　CLIP STUDIO PAINT PRO/EX （ゾウノセ、藤ちょこ、角丸つぶら／著、ホビージャパン出版、2017年9月30日、ISBN 978-4-79861-537-0）
- すーぱーそに子 10th Anniversary アナザークリエイター ビジュアルファンブック（2017年10月22日[15]）
- 美しい幻想世界とキャラクターを描く（玄光社、2018年6月29日、ISBN 978-4-7683-0966-7）
- るるぶ原神（JTBパブリッシング、2022年12月16日、ISBN 978-4-5331-5044-9） - 表紙イラスト[16]。

## 挿絵・イラスト

### 小説
- アキバの帝王（新堂冬樹／著、講談社ノベルス）
- ある高校生華眼師の超凡な日常（色原理音／著、NMG文庫）
- 異世界語入門 〜転生したけど日本語が通じなかった〜（Fafs F. Sashimi／著、L-エンタメ小説）
- 異世界チート戦争（むらさきゆきや／著、オーバーラップノベルス）
- 異世界でダークエルフ嫁とゆるく営む暗黒大陸開拓記（斧名田マニマニ／著、ダッシュエックス文庫）
- 異世界転生戦記 チートなスキルをもらい生きて行く（黒羽／著、徳間書店）
- 朧村正〜鳥籠姫と指切りノ太刀〜（海法紀光／著、みのり文庫）
- カルテット—それが彼らの音楽だった（小竹清彦／著、幻狼ファンタジアノベルス）
- 賢者の弟子を名乗る賢者（りゅうせんひろつぐ／著、GCノベルズ）
- 小説 朗読少女 ようこそ禁断の図書館へ（中村うさぎ／著、エンターブレイン）
- 終奏のリフレイン（物草純平／著、電撃文庫）
- スチームオペラ 蒸気都市探偵譚（芦辺拓／著、東京創元社・創元推理文庫）
- 東京ですとぴあ（くしまちみなと／著、桜ノ杜ぶんこ）
- どうせ私は狐の子（森田季節／著、ティー・オーエンタテインメント）
- 八男って、それはないでしょう!（Y.A／著、MFブックス）
- バルサック戦記-片翼のリクと白銀のルーク-（寺町朱穂／著、アルファポリス）
- 緋の水鏡（くしまちみなと／著、創芸社クリア文庫）
- Vのガワの裏ガワ（黒鍵繭／著、MF文庫J）
- 不老少女と魔法教授（松西義人／著、GAノベル）
- 放浪勇者は金貨と踊る（むらさきゆきや／著、富士見ファンタジア文庫）
- 冒険者ライセンスを剥奪されたおっさんだけど、愛娘ができたのでのんびり人生を謳歌する（斧名田マニマニ／著、GAノベル）
- 魔人の少女を救うもの Goodbye to Fate（西乃リョウ／著、GA文庫）
- 猫にはなれないご職業（竹林七草／著、ガガガ文庫）
- ミス・ファーブルの蟲ノ荒園（物草純平／著、電撃文庫）
- 三つの塔の物語（赤雪トナ／著、オーバーラップ文庫）
- 迷宮シリーズ（本宮ことは／著、幻狼ファンタジアノベルス）
- 刃の如く（月島総記／著、PHP研究所）
- 六門セカンドリプレイ 羽根のないアリス（大井雄紀・グループSNE／著、新紀元社）

### ゲーム
- オンラインゲーム『ソウルリバース ゼロ』（SEGA、イラストレーター[17]）
- オンラインゲーム『ブラックローズサスペクツ』（pixelfish、イラスト）[18]
- ニンテンドー3DS 『ブレイブリーデフォルト』（スクウェア・エニックス、一部キャラクター・衣装デザイン[19]）
- PCオンラインゲーム 『MIRROR WAR』（GMOゲームポット・L&K社[20]、メインビジュアル）
- PlayStation Vita・PlayStation 4『初音ミク -Project DIVA- X』（セガゲームス、デザイン・イメージイラスト[21]）
- iOS/Android用アプリ『乖離性ミリオンアーサー』(SQUARE ENIX、一部キャラクターイラスト)
- iOS/Android用アプリ『ファイアーエムブレム ヒーローズ』（任天堂、一部キャラクターデザイン）
- iOS/Android用アプリ『Fate/Grand Order』（DELiGHTWORKS、概念礼装イラスト）
- iOS/Android用アプリ『マギアレコード 魔法少女まどか☆マギカ外伝』（アニプレックス、「万年桜のウワサ」キャラクターデザイン・イラスト）
- Nintendo Switch・PlayStation Vita・PlayStation 4・PC『夢現Re:Master』（工画堂スタジオ、キャラクターデザイン・メイン原画[22]）
- iOS/Android用アプリ『東方キャノンボール』（アニプレックス、イラスト）
- アーケード『maimaiでらっくす』（セガ・インタラクティブ、白王院ラグビのイラスト）
- iOS/Android用アプリ『アズールレーン』（駿河のイラスト[14]）
- iOS/Android用アプリ『ドールズフロントライン』（サンボーン、四式のイラスト）
- PlayStation 4『BORDER BREAK』（SEGA、リンシェンのイラスト[23]）
- Nintendo Switch『東方スペルバブル』（タイトー、博麗霊夢のイラスト[24]）
- iOS/Android用アプリ『けものフレンズ3』（セガゲームス、ただたいたたすたきのイラスト、てさぐりニュースタイルのイラスト[25]）
- Nintendo Switch・PlayStation 4・PC『夢現Re:Idol 〜大鳥あいのキャラが主人公として薄すぎる件について』（工画堂スタジオ、キャラクターデザイン・メイン原画[26]）
- Nintendo Switch・PlayStation Vita・PlayStation 4・PC『夢現Re:After』（工画堂スタジオ、キャラクターデザイン・メイン原画）
- iOS/Android用アプリ『＃コンパス 戦闘摂理解析システム』(PLAYART、狐ヶ咲 甘色のイラスト[14])
- iOS/Android用アプリ『ヴァンガードZERO』（さくらみこ・星街すいせいのイラスト[27]）
- World Ⅱ World（アニプレックス、キャラクターデザイン・メインイラストレーター・ウィーブのイラスト[28][29]）
- iOS/Android用アプリ『ユージェネ』（コロプラ、キャラクターデザイン）

### TCG
- モンスター・コレクション（2009年 - 2011年、カードイラスト）
- アクエリアンエイジ（2010年、カードイラスト）
- Z/X（2012年 - 2013年、カードイラスト）
- カードファイト!! ヴァンガードシリーズ（2013年 - 2022年、カードイラスト）
- ラストクロニクル（2013年 - 2014年、カードイラスト）
- コロッサス・オーダー（2014年、カードイラスト）
- フューチャーカード 神バディファイト（2018年 - 2020年、カードイラスト）
- マジック:ザ・ギャザリング（2019年、カードイラスト[30]）
- Vividz（2022年、カードイラスト）
- ファイアーエムブレム0（2015年 - 2020年、カードイラスト）
- フューチャーカード バディファイトX（時期不明、カードイラスト）
- ラクエンロジック（時期不明、カードイラスト）
- デュエル・マスターズ「龍風混成 ザーディクリカ」（2022年、カードイラスト[31]）

### その他
- 『アルトネリコ3 世界終焉の引鉄は少女の詩が弾く』 イメージCD「謳う丘〜Ar=Ciel Ar=Dor〜」 神話イラスト[32]
- ペイントソフト 『openCanvas5』『openCanvas6』『openCanvas7』 メインビジュアル[2]
- 小林幸子『さちへんげ』ジャケットイラスト[33]
- テレビアニメ 『フランチェスカ』 ブルーレイBOX・DVD BOX 描き下ろしアウターケース[34]
- ミュージカル『SAKURA -JAPAN IN THE BOX-』メインビジュアル[35]
- 『ミナモコミック』コラボ作品[36]
- いちこれ LINE着せ替え（2017年配信[37]）
- クロスメディアプロジェクト『温泉むすめ』（2018年、湯田中渋穂波のキャラクター原案[38]）
- 中恵光城ワークスベストアルバム『SPiNEL-Mitsuki Nakae Works Best Album-』（2018年、ジャケットイラスト）
- ロート製薬（2018年、公式Youtuber『根羽清ココロ（ねばせいこころ）』のキャラクターデザイン[39]）
- にじさんじ（2019年、公式ライバー『リゼ・ヘルエスタ』のキャラクターデザイン[14]）
- 初音ミク「マジカルミライ 2020」（2020年、メインビジュアル[40][14]）
- TVアニメ『アサルトリリィ BOUQUET』第3話エンドカードイラスト
- メディアミックスプロジェクト『プリマドール』 鴉羽イラスト[41]
  - TVアニメ『プリマドール』キャラクター原案（鴉羽・奥宮おとめ）、第4話エンディングイラスト・エンドカードイラスト